# Pekings internationella flygplats
Pekings internationella flygplats, internationellt kallad Beijing Capital International Airport (kinesiska: 北京首都国际机场; pinyin: Běijīng Shǒudū Guójì Jīchǎng), (IATA: PEK/BJS, ICAO: ZBAA) är en av två internationella flygplatser som betjänar den kinesiska huvudstaden Peking, tillsammans med den i september 2019 öppnade Peking Daxing internationella flygplats, och är belägen 32 kilometer nordöst om centrala Peking i stadsdistrikten Chaoyang och Shunyi. Flygplatsen var, med mer än hundra miljoner passagerare per år strax före covid-19-pandemins utbrott 2020, den näst mest trafikerade 2010–2019, efter Atlantas internationella flygplats.
Flygplatsen betjänas sedan sommaren 2008 av tunnelbanelinjen Capital Airport Express.

## Terminaler

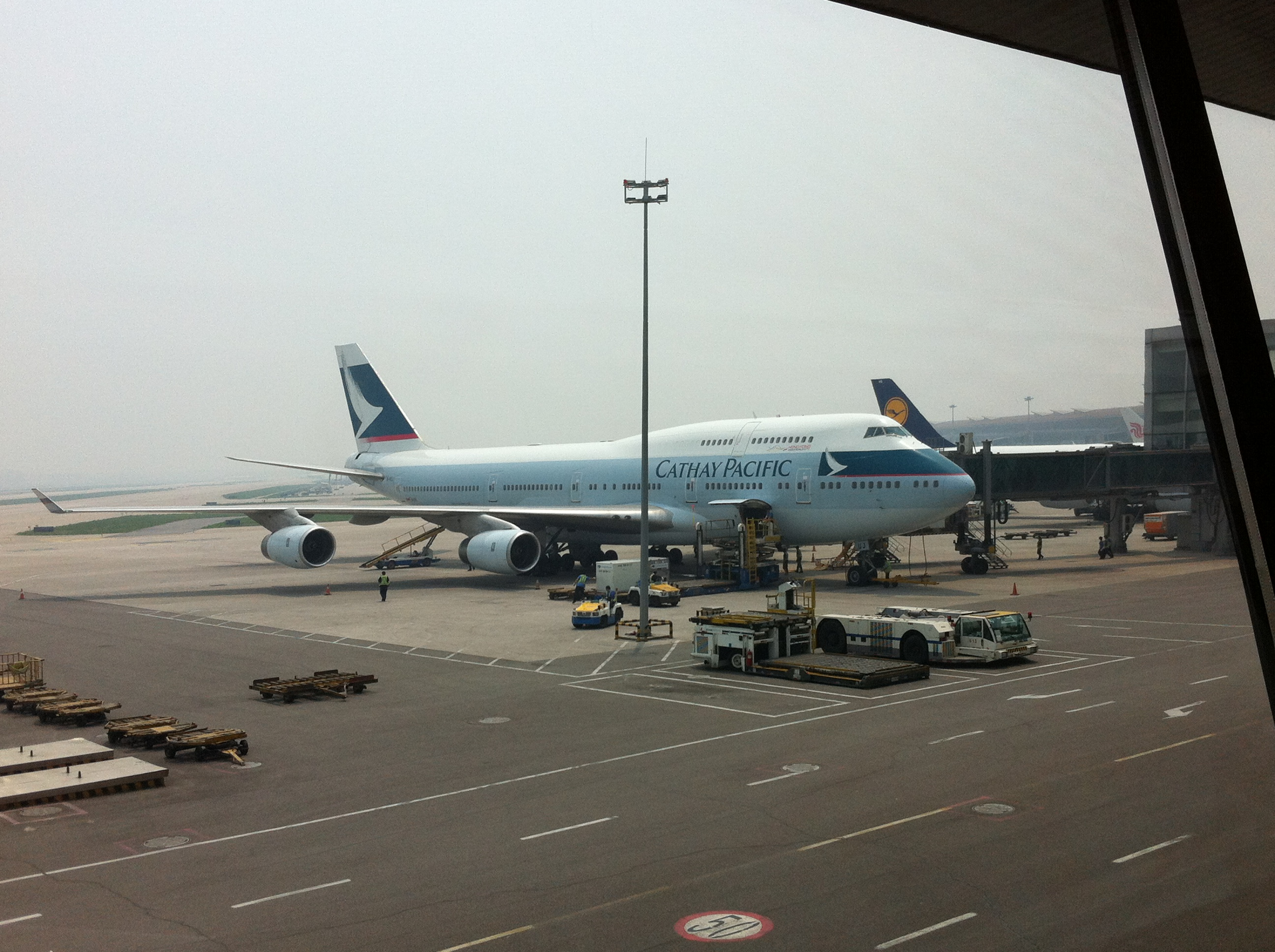
En Boeing 747-400 av Cathay Pacific på T3E

- Terminal 1 är den äldsta (från år 1980), och har en del inrikeslinjer (år 2012).
- Terminal 2 (från 1999) har inrikes och utrikeslinjer, mest flygbolag tillhörande SkyTeam.
- Terminal 3 (från 2008) är en av världens allra största flygplatsterminaler och består av tre delar: 3C för inrikes, 3E för utrikes och 3D som användes under olympiska sommarspelen 2008 och därefter stod oanvänd tills den åter öppnades under 2013 för inrikesflyg.